# 賴垓
賴垓（1593年—1661年），字元式，號宇肩，福建德化琼溪人，明朝政治人物，同進士出身。

## 生平
崇祯元年（1628年）登戊辰科进士。初任浙江平湖县知事，后晋升为翰林院检讨，后告假歸鄉。清朝建立后，不再出仕。